# Oberwald, Elveția
Oberwald a fost până în decembrie 2008 o comunitate politică cea aparținut de, Districtul Goms, Cantonul Valais din Elveția. În urma unui referendum a avut unirea comunelor Ulrichen, Obergesteln și Oberwald, noua comunitate politică formată în ianuarie 2009, poartă numele de Obergoms.